# The Upsetter
The Upsetter je glazbeni album u produkciji Lee "Scratch" Perryja pod etiketom Trojan Records. Izdan je u studenome 1969. godine. Sadrži uglavnom instrumentale Perryjevog studijskog sastava The Upsetters, no na nekim skladbama se pojavljuju vokalne dionice Busty Brown i The Muskyteersa (The Silvertonesa). Album je ponovno izdan u proširenom izdanju na kompaktnom disku 2003. godine.

## Skladbe

### Strana "A"
Skladbe je skladao Lee "Scratch" Perry osim na skladbama gdje je drukčije naznačeno.
1. "Tidal Wave" - The Upsetters
2. "Heat Proof" - The Upsetters
3. "To Love Somebody" (Barry Gibb, Robin Gibb) – Busty Brown
4. "Night Doctor" - The Upsetters
5. "Soulful I" - The Upsetters
6. "Big Noise" - The Upsetters

### Strana "B"
1. "Man From M.I.5" - The Upsetters
2. "Dread Luck" - The Upsetters
3. "Kiddy-O" – The Muskyteers (poznate i kao The Silvertones)
4. "Wolf Man" - The Upsetters
5. "Crying About You" - The Upsetters
6. "Thunderball" - The Upsetters